# Marko Račič
Marko Račič (* 25. April 1920 in Adlešiči; † 27. Mai 2022) war ein jugoslawischer Leichtathlet.

## Karriere
Marko Račič bestritt an seinem 17. Geburtstag seinen ersten offiziellen Wettkampf. Er trat Partizan Belgrad bei und gewann fortan zahlreiche regionale und nationale Meisterschaften.
Seinen ersten großen internationalen Auftritt hatte Račič bei den Europameisterschaften 1946 in Oslo. Bei den Olympischen Spielen 1948 in London schied er im Wettkampf über 400 m im Viertelfinale aus. Im Staffel-Wettkampf über 4 × 400 m schied er mit dem jugoslawischen Quartett im Vorlauf aus. Während der Spiele durfte ihn kein Trainer begleiten. Stattdessen war ein politischer Agent anwesend, um sicherzustellen, dass er nicht vom kommunistischen Gedanken Jugoslawiens abweicht. Ein Jahr später lief er mit 49,0 s seine persönliche Bestzeit über 400 m.
1950 nahm Račič zum zweiten Mal an den Europameisterschaften teil. Bei den Mittelmeerspielen 1951 in Alexandria gewann er mit der 4 × 400-m-Staffel Silber und mit der 4 × 100-m-Staffel Bronze.
Nach seiner Karriere begann er 1953 als Trainer zu arbeiten und war in dieser Funktion in seiner Heimat Slowenien sowie in Schweden und Kuwait tätig. Später wurde er Kampfrichter in der Leichtathletik und übte diese Funktion bis 2009 aus.
Am 27. Mai 2022 starb Račič im Alter von 102 Jahren als ältester noch lebender Olympiateilnehmer Sloweniens.